# Esteban Salas y Castro
Esteban Salas y Castro (* 25. Dezember 1725 in Havanna; † 14. Juli 1803 in Santiago de Cuba) war ein kubanischer Komponist und Kirchenmusiker.

## Leben
Esteban Salas studierte in Havanna neben Musik auch Philosophie, Theologie und kanonisches Recht. Ab 1764 war er Kapellmeister an der Kathedrale von Santiago de Cuba, 1790 wurde er hier zum Priester geweiht.
Der spätbarocke Meister gilt als der erste „klassische“ Komponist Kubas. Er komponierte acht Messen, zwei Motetten, drei Passionen, mehrere Responsorien, Psalmen, Proprien, Litaneien, Hymnen und Sequenzen sowie mehr als sechzig Villancicos und eine Reihe von Autos sacramentales und Tonadillas. Vor allem Salas y Castro ist es zu verdanken, dass die Kathedrale von Santiago im 18. Jahrhundert musikalisches Zentrum der Insel Kuba wurde.